# North American Soccer League 1972
La temporada 1972 de la North American Soccer League (NASL) fue la 5.ª edición realizada de la primera división del fútbol en los Estados Unidos y Canadá. Los campeones fueron los New York Cosmos, ya que vencieron en la final a los St. Louis Stars por 2 a 1 y quedándose con su primer título.

## Equipos participantes
- Atlanta Chiefs
- Dallas Tornado
- Miami Gatos (Anteriormente como los Washington Darts)
- Montreal Olympique
- New York Cosmos
- Rochester Lancers
- Saint Louis Stars
- Toronto Metros

## Tabla de posiciones
Sistema de puntos: 6 puntos por una victoria, 3 por un empate, ninguno por una derrota, y 1 punto adicional a cualquier encuentro disputado que haya marcado hasta 3 goles en un partido.

### División del Norte
| Pos. | Equipos            | PJ | G | E | P | GF | GC | Dif. | Pts. |
| ---- | ------------------ | -- | - | - | - | -- | -- | ---- | ---- |
| 1    | New York Cosmos    | 14 | 7 | 4 | 3 | 28 | 16 | +12  | 77   |
| 2    | Rochester Lancers  | 14 | 6 | 3 | 5 | 20 | 22 | -2   | 64   |
| 3    | Montreal Olympique | 14 | 4 | 5 | 5 | 19 | 20 | -1   | 57   |
| 4    | Toronto Metros     | 14 | 4 | 4 | 6 | 18 | 22 | -4   | 53   |

     Clasifica a la fase final.

### División del Sur
| Pos. | Equipos         | PJ | G | E | P | GF | GC | Dif. | Pts. |
| ---- | --------------- | -- | - | - | - | -- | -- | ---- | ---- |
| 1    | St. Louis Stars | 14 | 7 | 3 | 4 | 20 | 14 | +6   | 69   |
| 2    | Dallas Tornado  | 14 | 6 | 3 | 5 | 15 | 12 | +3   | 60   |
| 3    | Atlanta Chiefs  | 14 | 5 | 3 | 6 | 19 | 18 | +1   | 56   |
| 4    | Miami Gatos     | 14 | 3 | 3 | 8 | 17 | 32 | -15  | 44   |

     Clasifica a la fase final.

## Postemporada

### Semifinales
| Fecha        |                 | Resultado |                   |
| ------------ | --------------- | --------- | ----------------- |
| 15 de agosto | St. Louis Stars | 2 - 0     | Rochester Lancers |
| 19 de agosto | New York Cosmos | 1 - 0     | Dallas Tornado    |

### Final
| Fecha        |                 | Resultado |                 |
| ------------ | --------------- | --------- | --------------- |
| 26 de agosto | New York Cosmos | 2 - 1     | St. Louis Stars |

| Bandera de Estados Unidos             |
| Campeón New York Cosmos Primer título |

## Goleadores
| Jugador        | Equipo             | Goles | Puntos |
| -------------- | ------------------ | ----- | ------ |
| Randy Horton   | New York Cosmos    | 9     | 22     |
| Michael Dillon | Montreal Olympique | 8     | 18     |
| Paul Child     | Atlanta Chiefs     | 8     | 17     |

## Premios

### Reconocimientos individuales
- Jugador más valioso

 Randy Horton (New York Cosmos)
- Entrenador del año

 Kazimierz Frankiewicz (St. Louis Stars)
- Novato del año

 Mike Winter (St. Louis Stars)